# Piast
Piast Kołodziej, levde ungefär 840 - 870, är enligt legenden grundare av den polska Piastdynastin och far till kung Ziemowit av Polen.
Enligt legenden stod bonden Piast utanför sitt hus och byggde hjul när två främlingar stannade och bad om husrum. Piasts son fyllde sju år och som tack för gästfriheten välsignade de sonen och berättade att den lille pojken och hans efterföljare en gång skulle regera över Polen.
Det har ifrågasatts om Piast alls är en historisk person. Historikern Adam Naruszewicz har hävdat att alla polska kungar före Mieszko I (kung åren 960-992) är sagokungar.[källa behövs]